# Mộ tập thể
Mộ tập thể là một ngôi mộ chứa nhiều xác chết của con người, có thể hoặc chưa thể xác định trước khi chôn cất. Liên Hợp Quốc đã xác định một ngôi mộ tập thể hình sự là một nơi chôn cất có chứa ba hoặc nhiều nạn nhân bị xử tử. Những ngôi mộ tập thể thường được tạo ra sau khi nhiều người chết hoặc bị giết, và có mong muốn chôn cất các xác chết một cách nhanh chóng vì những lo ngại về vệ sinh. Mặc dù các ngôi mộ tập thể có thể được sử dụng trong các cuộc xung đột lớn như chiến tranh và tội phạm, nhưng trong thời hiện đại, chúng có thể được sử dụng sau nạn đói, dịch bệnh hoặc thiên tai. Trong thảm họa, các ngôi mộ tập thể được sử dụng để tránh lây nhiễm và kiểm soát dịch bệnh. Trong những trường hợp như vậy, thường có sự cố về cơ sở hạ tầng xã hội sẽ cho phép xác định và xử lý thích hợp các cơ quan cá nhân.

## Lịch sử
Các ngôi mộ tập thể là một biến thể của việc chôn cất thông thường, vẫn thỉnh thoảng được thực hành ngày nay trong các trường hợp bình thường.   Việc chôn cất hàng loạt hoặc chung là một thông lệ trước khi phát triển phòng hỏa táng đáng tin cậy của Ludovico Brunetti năm 1873.
Tại Paris, việc thực hành chôn cất tập thể, và đặc biệt, điều kiện của Cimetière des Innocents, đã khiến Louis XVI phải loại bỏ các nghĩa trang ở Paris. Phần còn lại đã được gỡ bỏ và đặt trong lòng đất Paris tạo thành Hầm mộ đầu tiên. Chỉ riêng Le Cimetière des Innocents đã có 6.000.000 người chết cần phải di dời. An táng bắt đầu bên ngoài giới hạn thành phố tại nghĩa trang Père Lachaise ngày nay.

## Chiến tranh

### Nội chiến Tây Ban Nha

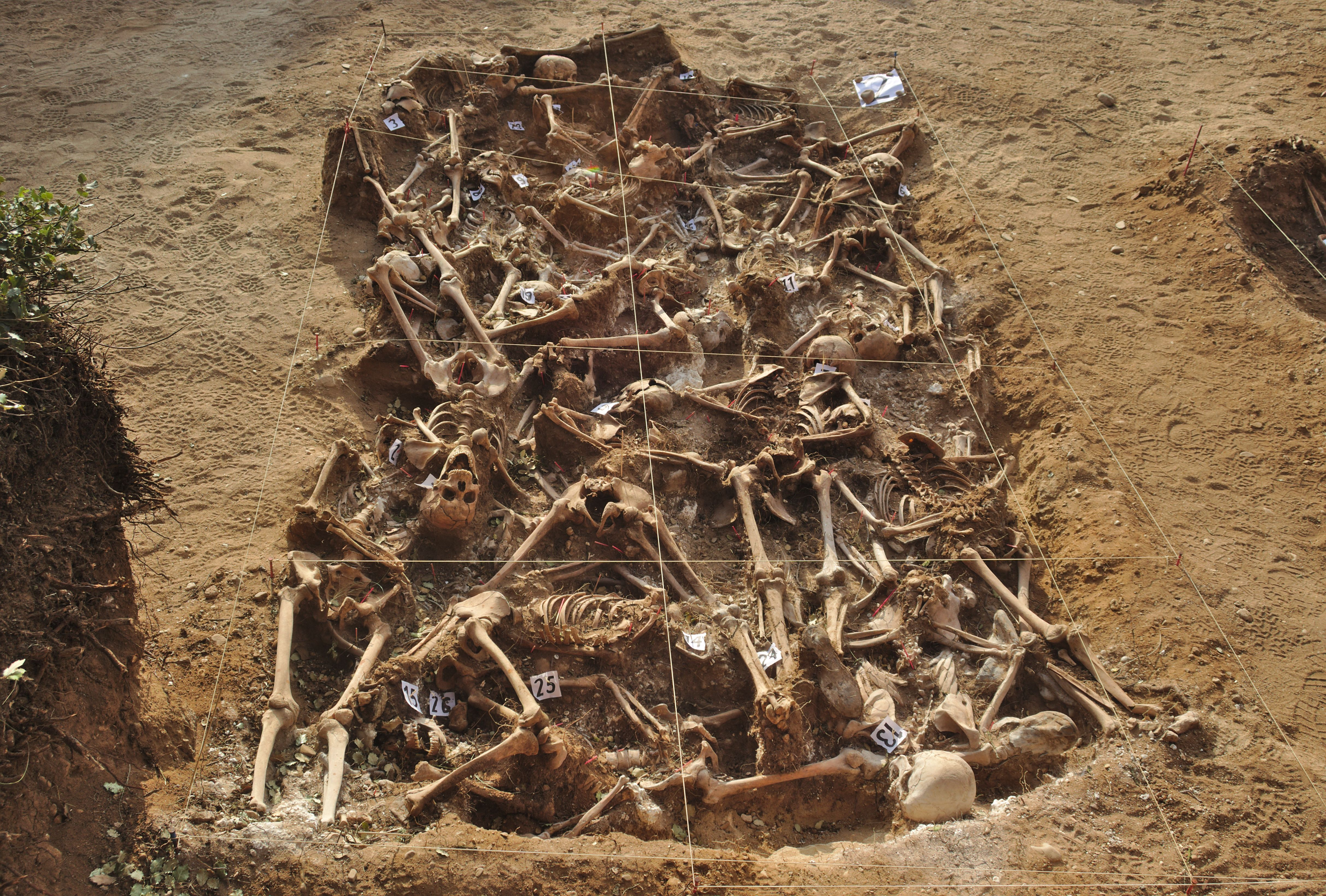
Ngôi mộ tập thể của 26 nạn nhân của Nội chiến Tây Ban Nha năm 1936, được khai quật vào năm 2014.

Có hơn 2.000 ngôi mộ tập thể được biết đến trên khắp Tây Ban Nha xuất phát từ Nội chiến Tây Ban Nha, trong đó ước tính khoảng 500.000 người đã chết trong khoảng thời gian từ 1936 đến 1939 và khoảng 135.000 người đã thiệt mạng sau khi chiến tranh kết thúc. Một số lời khai đang được tiến hành từ thông tin được đưa ra trong lời chứng của nhân chứng và người thân đến Asociación para la Recuperación de la Memoria Histórica (ARMH). Những lời chứng này phục vụ mục đích giúp các nhà địa vật lý, nhà khảo cổ và nhà khoa học pháp y xác định vị trí các ngôi mộ để xác định các thi thể và cho phép các gia đình chôn cất người thân của họ.
Vào mùa hè năm 2008, thông tin từ những lời chứng này đã được sử dụng để khai quật một ngôi mộ hình vuông dài 4 mét chứa năm bộ xương gần thị trấn San Juan del Monte. Năm hài cốt này được cho là của những người bị bắt cóc và giết sau cuộc đảo chính quân sự ngày 18 tháng 7 năm 1936.
Một ngôi mộ tập thể khác từ Nội chiến Tây Ban Nha đã được tìm thấy bằng cách sử dụng radar xuyên thấu mặt đất (GPR). Các lời kể của nhân chứng đã xác định hai vị trí tiềm năng cho một ngôi mộ không được đánh dấu ở vùng núi Lena ở miền Bắc Tây Ban Nha. Cả hai địa điểm đã được kiểm tra và một ngôi mộ tập thể không được đánh dấu khoảng 1 mét x 5 mét đã được tìm thấy.

### Chiến tranh Triều Tiên
Khoảng 100.000 - 200.000 dân thường đã thiệt mạng khi bắt đầu Chiến tranh Triều Tiên. Những người này đã bị chính phủ Hàn Quốc nghi ngờ vì có khả năng hợp tác hoặc thông cảm với Triều Tiên. Họ đã bị bắt và sau đó bị xử tử mà không cần xét xử. Các trang web nơi xảy ra vụ thảm sát đã bị cấm đối với công chúng. Các thi thể được coi là kẻ phản bội và hành động liên kết với họ bị coi là phản quốc.  Mặc dù vậy, các gia đình đã tìm thấy các thi thể từ những ngôi mộ tập thể bị cấm chôn khá nông tại các địa điểm thảm sát.
Năm 1956, các gia đình và dân làng mất người đã khai quật được hơn 100 thi thể bị phân hủy và không xác định được, đảm bảo rằng bộ xương người hoàn chỉnh vẫn còn nguyên vẹn. Mỗi thi thể được khai quật được chôn cất trong một "ngôi mộ không tên" của riêng mình trong một nghĩa trang trên đảo Jeju. Có một đài tưởng niệm bằng đá granit trong nghĩa trang mang tên địa phương của nghĩa trang, "Mộ của 100 tổ tiên và một hậu duệ".  Tên này có chức năng thể hiện sự đối lập với cách viết gia phả thông thường vì có nhiều hậu duệ xuất phát từ một tổ tiên.

### Cuộc đảo chính năm 1973 tại Chile
Cuộc đảo chính của quân đội Chile chống lại Tổng thống Salvador Allende xảy ra vào ngày 11/9/1973. Quân đội bao vây thị trấn Santiago và tìm kiếm những người ẩn náu trong các địa điểm nổi dậy du kích tiềm năng. Thường dân đã bị giam giữ trong thời gian dài và một số biến mất. Sau cuộc đảo chính, các thi thể bị bỏ lại nhiều trên đường phố và trên sông Mapocho. Ước tính có 3.200 người đã bị xử tử hoặc biến mất trong khoảng thời gian từ năm 1973 đến 1990 tại Chile. Ước tính cao hơn lên tới 4.500 người.  Những thi thể này đã được đưa đến nhà xác để được xác định và tuyên bố. Thi thể không xác định được chôn cất trong các ngôi mộ tập thể được đánh dấu.
Từ cuộc xung đột này, một số ngôi mộ tập thể bí ẩn đã được xác định. Vào tháng 12 năm 1978, 15 thi thể được phát hiện trong một mỏ đá vôi bị bỏ hoang ở Lonquén. Vào tháng 10 năm 1979, 19 thi thể đã được khai quật sau khi được chôn cất bí mật tại nghĩa trang của Yumbel. Những ngôi mộ tập thể cũng được xác định trong Nghĩa trang chung của Santiago với nhiều thi thể bị buộc vào một quan tài. Nghĩa trang này có một dòng hơn 300 xác trong khoảng thời gian ba tháng. Những ngôi mộ tập thể này được phân biệt bằng một chữ thập với chữ cái đầu "NN". "NN" là biểu thị của cụm từ " Nomen Nescio " hoặc " không có tên." Sau tin tức truyền thông rộng rãi của những ngôi mộ tập thể, quân đội Chile đã quyết định khai quật thi thể từ các nghĩa trang Lonquén, Yumbel, và chung Nghĩa trang của Santiago. Quân đội đã thả rơi các xác chết khai quật được tại các vùng nước mở hoặc các địa điểm trên núi ở xa.

### Cuộc đảo chính năm 1976 của Argentina
Vào ngày 24 tháng 3 năm 1976 lúc 3:21 sáng, giới truyền thông nói với người dân Argentina rằng đất nước này hiện nằm dưới sự "kiểm soát hoạt động của Junta của Tổng tư lệnh các lực lượng vũ trang". Sự kiện này và nhiều năm sau nó được gọi là cuộc đảo chính Argentina năm 1976. Tổng thống đương quyền María Estela Martínez Cartas de Perón, đã bị bắt giữ hai giờ trước khi thông báo trên truyền thông. Chế độ độc tài mới thực hiện các lệnh cấm du lịch, các cuộc tụ họp công cộng và lệnh giới nghiêm vào ban đêm.  Ngoài ra, chế độ độc tài mới dẫn đến bạo lực lan rộng, dẫn đến hành quyết và thương vong.
Những tù nhân bị bắt cóc đã bị vứt bỏ tại một trong năm khu vực phòng thủ ở Argentina, nơi họ bị giam giữ. Các thi thể thường được chôn cất trong các ngôi mộ vô danh cá nhân được đánh dấu. Ba ngôi mộ tập thể được biết là tồn tại trên cơ sở quân đội và cảnh sát Argentina mặc dù các thi thể khác đã được xử lý thông qua hỏa táng hoặc bằng cách được đưa lên trên Đại Tây Dương. Khoảng 15.000 người được ước tính đã bị ám sát.
Cuộc khai quật mộ tập thể lớn nhất của Argentina bắt đầu vào tháng 3 năm 1984 tại Nghĩa trang San Vicente ở Cordoba. Ngôi mộ sâu 3,5 mét và rộng 25 x 2,5 mét. Nó chứa khoảng 400 xác. Trong số những thi thể được phục hồi và khai quật, 123 người trẻ tuổi bị giết hại dữ dội trong thời kỳ độc tài 1976-1983. Các thi thể còn lại được xác định là già hơn và đã chết những cái chết bất bạo động như bệnh phong.

### Chiến tranh Việt Nam
Nhiều ngôi mộ tập thể được phát hiện sau vụ thảm sát tại Huế trong Chiến tranh Việt Nam. Vào mùa thu năm 1969, số lượng xác được khai quật từ những ngôi mộ tập thể này là khoảng 2.800. Các nạn nhân được chôn cất trong những ngôi mộ tập thể này bao gồm các quan chức chính phủ, thường dân vô tội, phụ nữ và trẻ em. Họ đã bị tra tấn, hành quyết và trong một số trường hợp đã bị chôn sống.
Tại Quảng Ngãi, một ngôi mộ tập thể gồm 10 binh sĩ đã được phát hiện vào ngày 28 tháng 12 năm 2011. Những người lính này được chôn cùng với đồ đạc của họ bao gồm ví, ba lô, súng, đạn, gương và lược.
Những ngôi mộ tập thể lớn hơn khác của binh lính Việt Nam được cho là tồn tại, với hàng trăm binh sĩ trong mỗi ngôi mộ.